# Arquebisbat de Nagasaki
L'arquebisbat de Nagasaki (japonès: カトリック長崎大司教区; llatí: Archidioecesis Nagasakiensis) és una seu metropolitana de l'Església Catòlica al Japó. L'any 2013 tenia 62.584 batejats sobre una població d'1.406.369 habitants. Actualment està regida per l'arquebisbe Joseph Mitsuaki Takami, P.S.S.

## Territori
L'arxidiòcesi comprèn la prefectura de Nagasaki.
La seu arxiepiscopal és la ciutat de Nagasaki, on es troba la catedral de Santa Maria.
El territori s'estén sobre 4.105 km², i està dividit en 71 parròquies.

## Història
El vicariat apostòlic del Japó meridional va ser erigit el 22 de maig de 1876, prenent el territori del vicariat apostòlic del Japó (avui arquebisbat de Tòquio).
El 20 de març de 1888 cedí una porció de territori per tal que s'erigís el vicariat apostòlic del Japó central (avui arquebisbat d'Osaka).
El 15 de juny de 1891, per efecte del breu Non maius Nobis del Papa Lleó XIII el vicariat va ser elevat a diòcesi, assumint el nom de diòcesi de Nagasaki.
El 18 de març i el 16 de juliol de 1927 cedí noves porcions de territori, per tal que s'erigissin respectivament les prefectures apostòliques de Kagoshima i de Fukuoka (avui diòcesis).
El 4 de maig de 1959 la diòcesi va ser elevada al rang d'arxidiòcesi metropolitana mitjançant la butlla Qui cotidie del Papa Joan XXIII.
El febrer de 1981 va rebre la visita del Papa Joan Pau II

## Cronologia episcopal
- Bernard-Thadée Petitjean, M.E.P. † (22 de maig de 1876 - 7 d'octubre de 1884 mort)
- Jules-Alphonse Cousin, M.E.P. † (16 de juny de 1885 - 18 de setembre de 1911 mort)
- Jean-Claude Combaz, M.E.P. † (3 de juny de 1912 - 18 d'agost de 1926 mort)
- Januarius Kyunosuke Hayasaka † (16 de juliol de 1927 - 1937 renuncià). Va ser el primer bisbe de nacionalitat japonesa després de la instauració de la llibertat religiosa el 1871.[1]
- Paul Aijirô Yamaguchi † (15 de setembre de 1937 - 19 de desembre de 1968 jubilat)
- Joseph Asajiro Satowaki † (19 de desembre de 1968 - 8 de febrer de 1990 jubilat)
- Francis Xavier Kaname Shimamoto † (8 de febrer de 1990 - 31 d'agost de 2002 mort)
- Joseph Mitsuaki Takami, P.S.S., des del 17 d'octubre de 2003

## Estadístiques
A finals del 2013, la diòcesi tenia 62.584 batejats sobre una població de 1.406.369 persones, equivalent al 4,5% del total, sent la diòcesi japonesa amb més catòlics.
| any  | població | població  | població | sacerdots | sacerdots       | sacerdots       | sacerdots             | diaques | religiosos | religiosos | parròquies |
| ---- | -------- | --------- | -------- | --------- | --------------- | --------------- | --------------------- | ------- | ---------- | ---------- | ---------- |
| any  | batejats | total     | %        | total     | clergat secular | clergat regular | batejats por sacerdot | diaques | homes      | dones      |            |
| 1950 | 63.170   | 1.651.558 | 3,8      | 50        | 39              | 11              | 1.263                 |         | 27         | 95         | 36         |
| 1970 | 70.292   | 1.600.013 | 4,4      | 116       | 77              | 39              | 605                   |         | 68         | 352        | 63         |
| 1980 | 74.784   | 1.590.292 | 4,7      | 120       | 76              | 44              | 623                   |         | 74         | 774        | 65         |
| 1990 | 72.329   | 1.575.222 | 4,6      | 141       | 83              | 58              | 512                   | 1       | 82         | 864        | 69         |
| 1999 | 69.224   | 1.531.990 | 4,5      | 137       | 91              | 46              | 505                   | 1       | 97         | 889        | 72         |
| 2000 | 69.025   | 1.527.138 | 4,5      | 148       | 92              | 56              | 466                   | 1       | 108        | 879        | 72         |
| 2001 | 68.801   | 1.516.872 | 4,5      | 143       | 92              | 51              | 481                   |         | 97         | 869        | 72         |
| 2002 | 68.551   | 1.511.890 | 4,5      | 152       | 97              | 55              | 450                   | 1       | 85         | 863        | 72         |
| 2003 | 68.462   | 1.506.511 | 4,5      | 147       | 96              | 51              | 465                   | 1       | 81         | 847        | 72         |
| 2004 | 67.728   | 1.500.249 | 4,5      | 142       | 97              | 45              | 476                   | 1       | 72         | 849        | 72         |
| 2013 | 62.584   | 1.406.369 | 4,5      | 142       | 84              | 58              | 440                   |         | 85         | 773        | 71         |